# Edmílson dos Santos Silva
Edmílson dos Santos Silva (født 15. september 1982) er en brasiliansk fodboldspiller.